# Conde de Oliveira dos Arcos
Conde de Oliveira dos Arcos é um título nobiliárquico criado por D. Miguel I de Portugal, por Carta de 26 de Outubro de 1829, em favor de D. Fernando António de Almeida e Silva Sanches de Baena Jacques Farinha de Sousa e Vasconcelos.
Titulares
1. D. Fernando António de Almeida e Silva Sanches de Baena Jacques Farinha de Sousa e Vasconcelos, 1.º Conde de Oliveira dos Arcos.

Após a Implantação da República Portuguesa, e com o fim do sistema nobiliárquico, usaram o título: 
1. D. José Fernando Pais da Graça de Almeida e Silva, 2.º Conde de Oliveira dos Arcos, 3.º Conde da Baía;
2. D. João Charters de Almeida e Silva, 3.º Conde de Oliveira dos Arcos, 4.º Conde da Baía;
3. D. José Luís de Ataíde de Almeida e Silva, 4.º Conde de Oliveira dos Arcos.